# Sébastien Jacquemyns
Sébastien Jacquemyns ou  Jacquemijns est un footballeur belge né le 25 juin 1929 à Uccle (Belgique) et mort le 21 mai 1976.

## Biographie
Sébastien Jacquemyns a évolué comme  milieu de terrain au Racing Club de Bruxelles avant de rejoindre le Standard de Liège en 1952. Avec les Rouches, il remporte la Coupe de Belgique en 1954. Il fait partie ensuite de l'Union Saint-Gilloise jusqu'en 1958.
Il a aussi joué deux fois avec les Diables Rouges en 1955.

## Palmarès
- International belge A en 1955 (2 sélections et 2 buts marqués)
- Vainqueur de la Coupe de Belgique en 1954 avec le Standard de Liège